# Jaroslava Jehličková
Jaroslava Jehličková, češka atletinja, * 24. marec 1942, Hořice, Češkoslovaška.
Nastopila je na poletnih olimpijskih igrah v letih 1968 in 1972, uvrstila se je v polfinale teka na 800 m in 1500 m. Leta 1969 je osvojila naslov prvakinje na evropskem prvenstvu v teku na 1500 m. Ob zmagi je 20. septembra postavila tudi svetovni rekord v teku na 1500 m s časom 4:10,7 s, veljal je skoraj dve leti.